# 벵골아삼어군
벵골아삼어군은 동부 인도아리아어군의 하위 어군로 아삼어와 벵골어가 대표적인 언어이다.

## 분류
- 나하리어
- 로힝야어
- 말파하리아어
- 미르간어
- 벵골어
- 비슈누프리야마니푸르어
- 실로티어
- 아삼어
- 차크마어
- 치타공어
- 카리아타르어
- 카요르트어
- 쿠르무카르어
- 탕창야어
- 할비어